# Ringnes Bryggeri
Ringnes Bryggeri eller Ringnes AS är norskt bryggeri som ingår i Carlsbergkoncernen.
Ringnes producerar öl, läsk och mineralvatten i sex anläggningar i Norge. Ringnes grundades som Bryggeriselskapet Ringnes & Compani i Oslo 1876 av bröderna Amund och Ellef Ringnes samt finansmannen Axel Heiberg. Det blev aktiebolag år 1900 (A/S Ringnes Bryggeri).
1978 fusionerades bryggeriet med Nora Fabrikker (grundat 1877) och Frydenlund Schaus bryggeri till Nora Industrier, vilket 1991 köptes upp av Orkla. 1995 sammanförde Volvo och Orkla till Pripps Ringnes AB där Orkla 1997 blev ensam ägare. 2000 uppgick Ringnes i Carlsbergkoncernen, där Orkla 2004 sålde sina aktieandelar.